# Sankt Anne kvarn

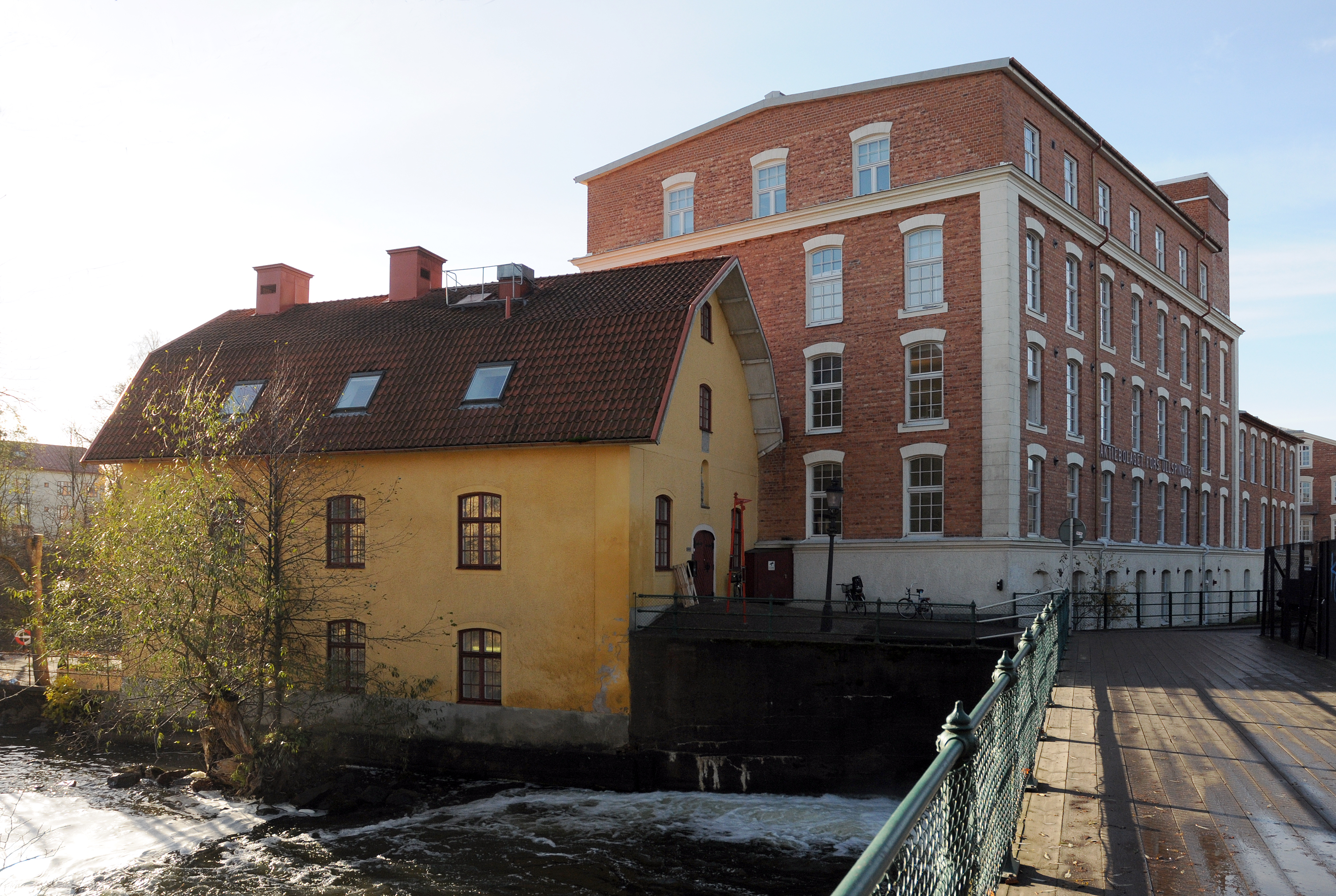
Sankt Anne kvarn i oktober 2010.

Sankt Anne kvarn är en medeltida byggnad belägen på en halvö vid Forsfallet i Nyköpingsån i Nyköping. 
När kvarnen uppfördes är okänt. Säkert är att det fanns en kvarn vid Forsfallet på 1400-talet. År 1458 skänkte Erik Axelsson kvarnströmmen till Nicolai-kyrkans Sankta Anna-altare.
Kvarnen totalförstördes vid den stora stadsbranden den 1 juli 1665, då hela staden ödelades. Däremot klarade sig kvarnen helt då ryssarna brände Nyköping 1719.
Kvarnen är ombyggd flera gånger. Det nuvarande huset är uppfört 1778, sedan det äldre huset ”legat för fäfot” från 1761, då den starka vårfloden förstörde delar av anläggningen. Till skydd för den nya kvarnen höggs en staty av Sankta Anna.

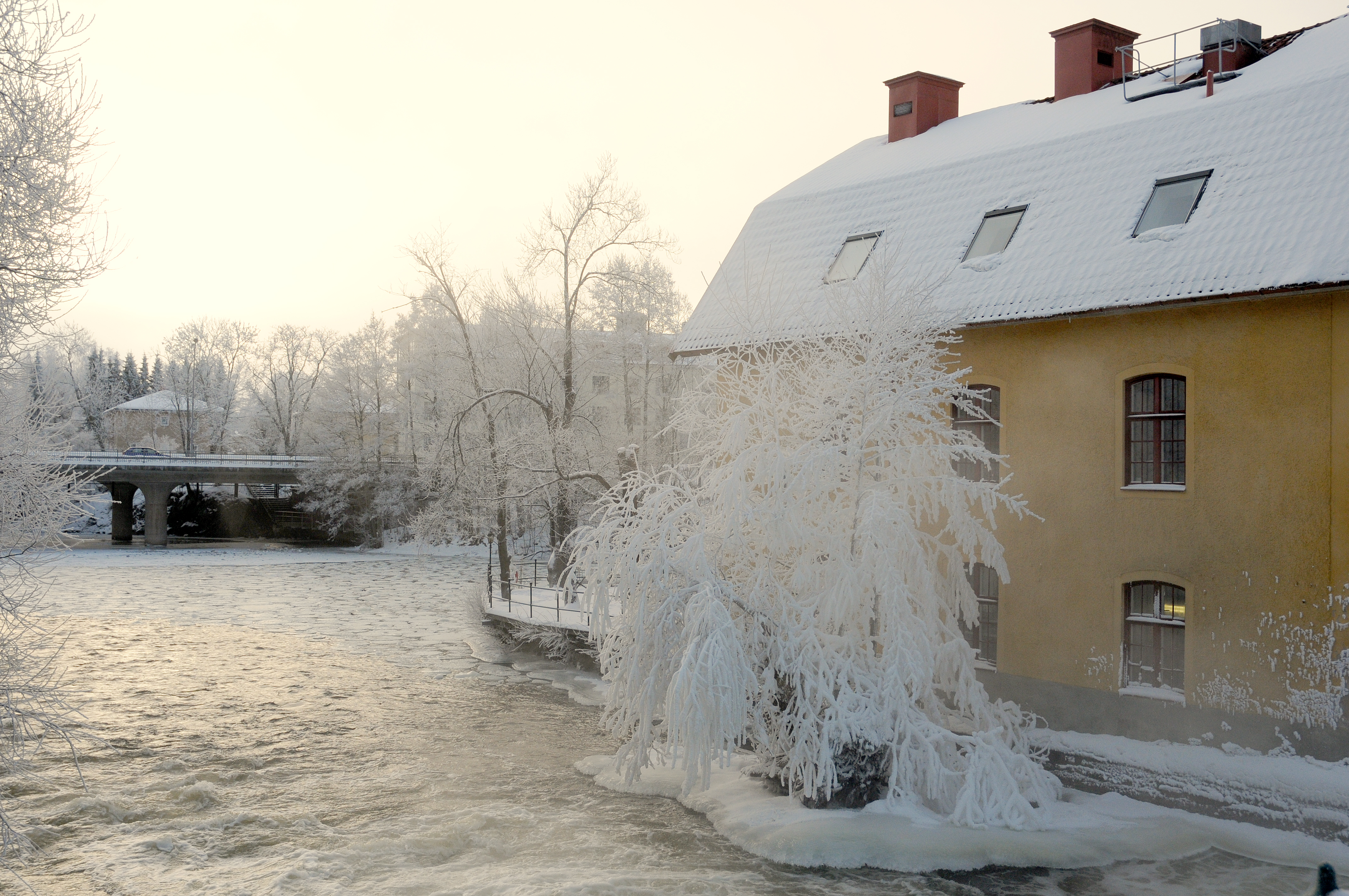
Sankt Anne kvarn i januari 2010.
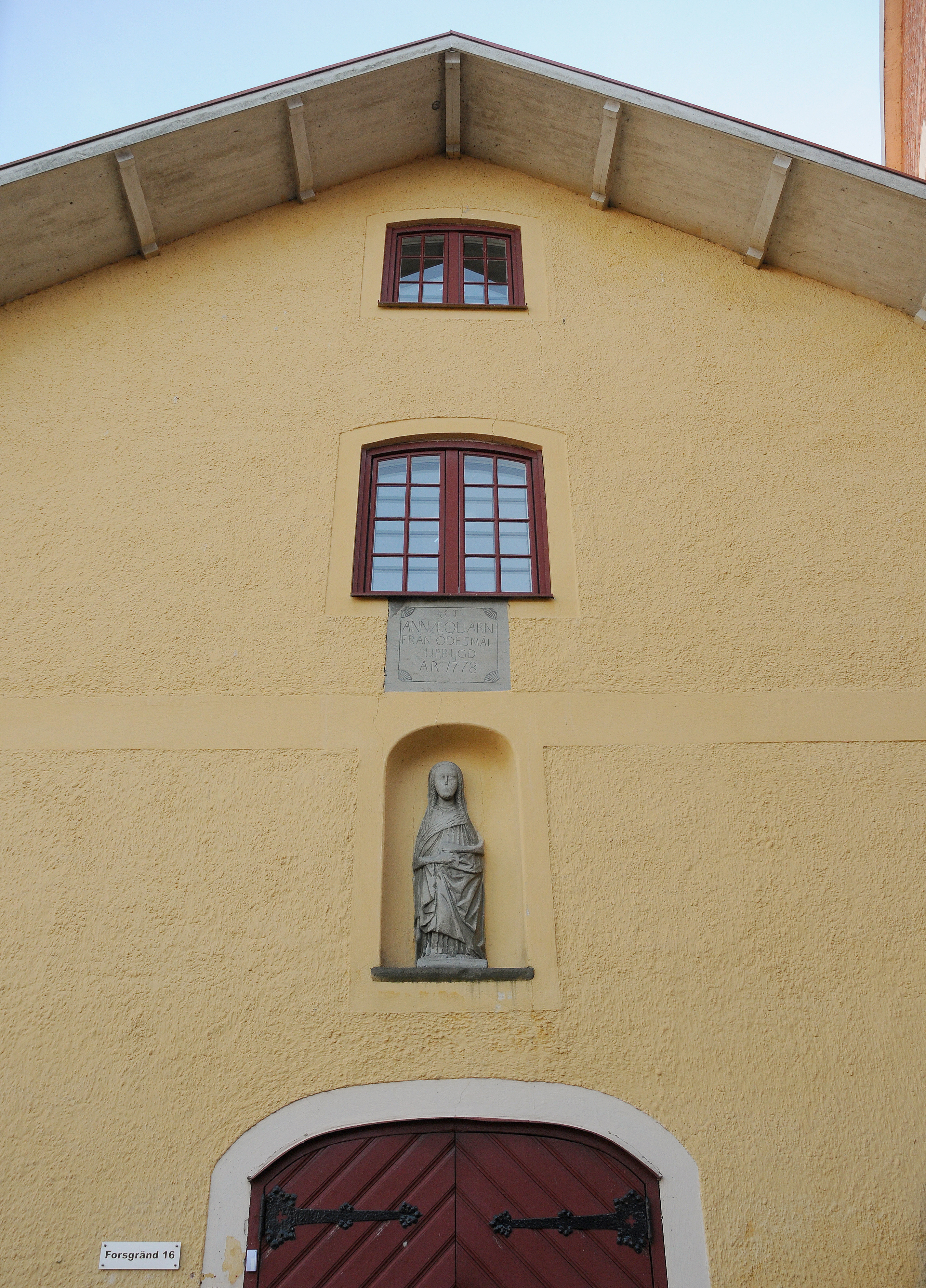
Staty av Sankta Anna skulle ge kvarnlycka.